# Mylothris ngaziya
Mylothris ngaziya is een vlindersoort uit de familie van de Pieridae (witjes), onderfamilie Pierinae.
Mylothris ngaziya werd in 1888 beschreven door Oberthür.